# Флукі Йосип Михайлович
Йосип Михайлович Флукі (1769  — 1828) — професор, виконувач обов'язків директора Рішельєвського ліцею.

## Біографія
Й. М. Флукі народився у 1769 році. Грек за походженням.
В 1781 році закінчив  гімназію у С.-Петербурзі, а у 1787 році – Морський шляхетний корпус, з якого був випущений з чином підпоручика.
До 1788 року служив у кадетському корпусі на посаді фрунтового офіцера. Протягом 1788 – 1798 років служив на Балтійському та Чорноморському флотах. Був звільнений з флоту у чині капітан-лейтенанта.
В 1799 – 1803 роках працював у судовій системі.
У 1807 – 1808 роках був директором Таганрозької чоловічої  комерційної гімназії, в 1808 – 1809 роках – викладачем у Грецькому кадетському корпусі та Школі комерції в Одесі.
В 1809 – 1815 роках працював в Азовському купецькому пароплавстві.
У 1814 – 1818 роках очолював Одеську комерційну гімназію.
В 1818 – 1823 роках  був другим, першим інспектором, професором Рішельєвського ліцею. З 12 грудня 1821 року до 1 березня 1822 року виконував обов’язки директора Рішельєвського ліцею.
Мав чин колезького радника.
Помер у 1828 році в Одесі.

## Син
Флукі Дмитро Йосипович 1804 року народження. Вихованець педагогічного інституту Рішельєвського ліцею, випуску 1824 року. В 1826 році додатково закінчив училище правознавства і політичної економії при ліцеї з правом на чин ІХ класу. У 1826 – 1832 роках працював наглядачем у Рішельєвському ліцеї. Потім перейшов на службу до канцелярії Новоросійського генерал-губернатора і дослужився до чина статського радника..